# Moniliformis spiralis
Moniliformis spiralis är en hakmaskart som beskrevs av Subrahmanian 1927. Moniliformis spiralis ingår i släktet Moniliformis och familjen Moniliformidae. Inga underarter finns listade i Catalogue of Life.